# Zew krwi
Zew krwi (ang. The Call of the Wild) – powieść amerykańskiego pisarza Jacka Londona z 1903 (w Polsce wydana po raz pierwszy w 1909).

## Streszczenie fabuły
Buck, potężny pies rasy mieszanej (bernardyn i owczarek szkocki), wiedzie spokojne życie w kalifornijskiej posiadłości sędziego Millera. Jego los zmienia się dramatycznie, gdy zostaje porwany i sprzedany handlarzom psów zaprzęgowych. Trafia na daleką północ, gdzie gorączka złota sprawia, że silne psy są bardzo poszukiwane. Rzucony w brutalny świat surowej przyrody i bezwzględnych ludzi, Buck szybko uczy się nowych zasad rządzących życiem na Alasce i w Kanadzie.
Podróż Bucka to seria trudnych prób – przechodzi przez ręce kolejnych właścicieli, doświadczając zarówno brutalności, jak i sprawiedliwego traktowania. Uczy się „prawa kija i kła”, rozumie, że przetrwanie zależy od siły i inteligencji. Wraz z innymi psami musi ciągnąć sanie przez śnieżne pustkowia, pokonując setki mil w morderczych warunkach. Stopniowo odzyskuje instynkty swoich dzikich przodków i zaczyna odczuwać tajemnicze „wezwanie” natury.
Jego życie zmienia się ponownie, gdy trafia pod opiekę Johna Thorntona, jedynego człowieka, który traktuje go z miłością i szacunkiem. Między nimi rodzi się silna więź, lecz Buck coraz częściej ulega zewowi dziczy – oddala się do lasu, spotyka wilki i poluje samotnie. Gdy wraca do obozu, zastaje swoich ludzkich przyjaciół zamordowanych przez Indian. W akcie zemsty zabija ich, lecz rozumie, że jego miejsce jest już gdzie indziej. Dołącza do wilczego stada i na zawsze porzuca świat ludzi, stając się legendą dzikiej północy.

## Polskie przekłady
- Przygody psa w Klondyke (głos lasu): pierwsze polskie wydanie z 1909 r. ze wstępem Wacława Sieroszewskiego, tłumaczenie anonimowe[1].
- Zew krwi, przeł. Stanisława Kuszelewska, wydanie z 1924 roku nakładem Wydawnictwa E. Wende i S-ka, wielokrotnie wznawiane.
- Zew krwi, przeł. Eleonora Romanowicz, po raz pierwszy opublikowany w tomie "Zew krwi i inne opowiadania" w Wydawnictwie "Iskry", Warszawa 1955, wielokrotnie wznawiany.
- Zew krwi, przeł. Zbigniew Batko, Wydawnictwo Kama, Warszawa 1995 ISBN 83-86235-79-9
- Zew krwi, przeł. Ewa Fiszer, Wydawnictwo „Nasza Księgarnia”, Warszawa 1999, ISBN 83-10-10254-2
- Zew krwi, przeł. Ireneusz Socha, Mediasat Poland, Kraków 2004, ISBN 83-89651-10-6
- Zew krwi, przeł. Sebastian Czarnecki, Wydawnictwo CM, Warszawa 2025[2]